# Be Kind
Be Kind is een nummer uit 2020 van de Amerikaanse dj Marshmello en de eveneens Amerikaanse zangeres Halsey.
De boodschap van het nummer is dat het niet erg is om je soms kwetsbaar op te stellen. Het nummer wist in een groot aantal landen de hitlijsten te bereiken. In de Amerikaanse Billboard Hot 100 werd een bescheiden 29e positie gehaald. In de Nederlandse Top 40 haalde "Be Kind" de 13e positie, terwijl het nummer het in Vlaanderen met een eerste positie in de Tipparade moest doen.